# Ōnojō, Fukuoka
Ōnojō (大野城市 Ōnojō-shi) là một thành phố thuộc tỉnh Fukuoka, Nhật Bản. Thành phố được thành lập ngày 01 tháng 4 năm 1972. Thành phố được xem là khu ngoại ô phía nam của thành phố Fukuoka, và có ranh giới phía tây bắc với Hakata-ku, giáp ranh với Dazaifu, Kasuga, Umi, Chikushino, Nakagawa và Shime.
Tính đến năm 2008, dân số thành phố là 93.822, với tổng diện tích 26.88 km², mật độ là 3.490 người/km². Biểu tượng hoa của thành phố này là hoa Cát cánh, tiếng Nhật gọi là kikyō.